# Китайцы на Фиджи
Китайская диаспора на Фиджи — небольшое, но влиятельное сообщество в многорасовом обществе, которое составляет современную Республику Фиджи. В начале 2000-х годов их численность составляла около 6000 человек, или немногим более половины 1 % населения Фиджи. Последняя оценка показывает, что население островов составляет 8000 человек, из которых китайцы составляют также примерно 1 %. Около 80 % китайцев на Фиджи говорят на кантонском диалекте, примерно 16 % пользуются шанхайским диалектом. Также, китайцы на Фиджи используют местный фиджийский язык. Китайцы на Фиджи являются преимущественно буддистами, также большое влияние имеют конфуцианские традиции. Существует значительное число фиджийцев, которые являются потомками китайцев, происходящие от браков между китайцами и коренными фиджийцами.
Китайцам, по причине того, что они не входят в категории коренных фиджийцев, фиджи-индийцев, представителей народа ротума, было выделено 3 места в Палате представителей (из 71). Эта классификация стала излишней после принятия Конституции 2013 года, которая отменила этническое представительство в парламенте.

## История
Появление китайцев на Фиджи относится к 1855 году, когда Мой Ба Лин, также известный как Хан Ли, на паруснике достиг Фиджи из Австралии и поселился в Левуке. Позже он вернулся в Китай, а позже, после начала золотой лихорадки, привёз на Фиджи своих родственников и нескольких знакомых. По словам президента Китайской ассоциации Фиджи Диксона Сеэто, первые магазины в сельских районах Фиджи были открыты китайскими торговцами.
Представители китайского народа получили избирательные права в 1964 году. Бывший европейский список был пересмотрен с целью включения других групп меньшинств и переименован в общий список избирателей. Несмотря на то, что они были всего лишь меньшей частью электората, генерал-выборщикам были выделены 10 из 36 мест в Законодательном совете. Эта цифра постепенно уменьшалась со времени обретения независимости в 1970 году.
Около тысячи китайцев поселились на Фиджи в конце 1980-х — начале 1990-х годов, а в феврале 1995 года кабинет министров Фиджи утвердил план, предусматривающий в качестве иммигрантов на Фиджи до 7000 гонконгских китайцев. Условия включали выплату 30 000 долларов США и инвестиции в размере 100 000 фунтов стерлингов в проекты, одобренные правительством. Большая часть средств была инвестирована в рестораны, магазины и садоводство. Ещё одна волна китайцев прибыла в конце 1990-х годов, большинство из северной части Китая. Многие из недавних иммигрантов открыли пекарни и продовольственные магазины в фиджийских деревнях, обеспечивая рабочие места коренным фиджийцам.
Точная дата прибытия Моя Ба Линга неизвестна, но 17 сентября 2005 года китайская община отметила 150-летие этого события.

### Разногласия
Обнаруженные в 2000 году 357 килограммов героина и лаборатория лекарственных средств в Суве в 2004 году, стоимость которой оценивалась примерно в 1 млрд фиджийских долларов, вызвали общественную озабоченность по поводу деятельности недавних китайских иммигрантов. Деятельность некоторых из них, по мнению президента Юридического общества Фиджи Грэма Леунга, «несправедливо стигматизировала китайскую общину в глазах общественности».
4 октября 2005 года военный представитель подполковник Ориси Рабукавака сообщил, что армия раскрыла иммиграционную аферу. По его словам, почти семь тысяч китайских граждан незаконно въехали на Фиджи в период с 2003 года. Он утверждал, что коррупция в офисе Генерального секретаря привела к массовой фальсификации документов, в результате китайских иммигрантов ложно идентифицировали как этнических фиджийцев. Расследования показали, что незаконная иммиграция связана с ростом проституции, азартных игр, отмывания денег и незаконного рыболовства.
6 октября исполняющий обязанности министра юстиции Сакиуса Рамбука призвал военных обосновать свои утверждения, сообщив, что обвинения были «необоснованными». По его словам, была обнаружена лишь одна попытка китайского гражданина изменить данные свидетельства о рождении.
Однако, как стало известно позже, местная китайская община призвала к подавлению коррупции в иммиграционной службе. Назначенный правительством сенатор Кеннет Лоу, который также был президентом Китайской бизнес-ассоциации на Фиджи, заявил 8 ноября, что «коррумпированные иммиграционные чиновники предоставляют фиджийское гражданство незаконным иммигрантам из Азии за деньги» и призвали правительство создать комиссию расследование незаконной иммиграции.
Диксон Сеэто выступил 15 декабря против насильственных нападений на китайских садоводов и фермеров. Он утверждал, что как мужчины, так и женщины подвергаются нападениям со стороны молодежи. Он призвал к созданию большего количества полицейских патрулей для предотвращения подобных нападений.